# Lipnica Górna (województwo małopolskie)
Lipnica Górna – wieś w Polsce położona w województwie małopolskim, w powiecie bocheńskim, w gminie Lipnica Murowana.
W latach 1975–1998 miejscowość administracyjnie należała do województwa tarnowskiego.

## Położenie
Wieś położona jest na Pogorzu Wiśnickiem. Krajobraz jest typowy dla pogórza – rozległe wzniesienia poprzecinane parowami potoków. Największe z nich to Księży Potok i potok Górzański będące dopływami Uszwicy.

## Części wsi
| SIMC    | Nazwa            | Rodzaj    |
| ------- | ---------------- | --------- |
| 0821872 | Bukowiec         | część wsi |
| 0821889 | Dział Południowy | część wsi |
| 0821895 | Dział Północny   | część wsi |
| 0821961 | Granice          | część wsi |
| 0821903 | Łęg              | część wsi |
| 0996962 | Łoński Dział     | część wsi |
| 0821910 | Nadole           | część wsi |
| 0821926 | Porzecze         | część wsi |
| 0821932 | Szeroka Wieś     | część wsi |
| 0821949 | Wymyślna         | część wsi |
| 0821955 | Wysoki Dział     | część wsi |

## Historia
Pod koniec XIX wieku w miejscowości mieszkało 1288 mieszkańców. Znajdowała się w niej filia szkoły ludowej.
W czasie II wojny światowej w Lipnicy Górnej działał 12 Pułk Piechoty regionalny oddział Armii Krajowej. Przeprowadził on 26 lipca 1944 roku Akcję Wiśnicz – atak na niemieckie więzienie, która była jedną z największych akcji uwolnienia więźniów przez polskie podziemie przeprowadzonej w czasie niemieckiej okupacji Polski  .
29 października 1944 roku Niemcy przeprowadzili pacyfikację wsi wraz z pacyfikacjami okolicznych miejscowości – Lipnicy Dolnej oraz Lipnicy Murowanej. Wzięło w niej udział wojsko, policja oraz kolaborujące z niemieckimi nazistami jednostki „własowców”.

## Przyroda i turystyka
Cały obszar wsi znajduje się w Wiśnicko-Lipnickim Parku Krajobrazowym. O dużych walorach przyrodniczych terenów wsi świadczy obecność kilku rezerwatów przyrody w bliskiej okolicy:
- pomnik przyrody Kamienie Brodzińskiego – grupa dużych skał na górze Paprotna w Rajbrocie.
- Rezerwat przyrody Kamień-Grzyb – oryginalne ostańce skalne w lesie Bukowiec w Leksandrowej.

Przez wieś przebiegają szlaki:
- – niebieski szlak z Bochni przez Nowy Wiśnicz, Kamień-Grzyb, Paprotna, Rajbrot, Łopusze, Kamionną (przez rezerwat przyrody Kamionna) i Pasierbiecką Górę do Tymbarku.
- poprowadzono liczne szlaki turystyki rowerowej.